# Baker City
Baker City is een plaats (city) in de Amerikaanse staat Oregon, en valt bestuurlijk gezien onder Baker County.

## Demografie
Bij de volkstelling in 2000 werd het aantal inwoners vastgesteld op 9860. In 2006 is het aantal inwoners door het United States Census Bureau geschat op 9648, een daling van 212 (-2,2%).

## Geografie
Volgens het United States Census Bureau beslaat de plaats een oppervlakte van 17,9 km², geheel bestaande uit land. Baker City ligt op ongeveer 1044 m boven zeeniveau.

## Plaatsen in de nabije omgeving
De onderstaande figuur toont nabijgelegen plaatsen in een straal van 48 km rond Baker City.